# Métro léger de Manchester
Le Manchester Metrolink est le réseau de métro léger du Grand Manchester, en Angleterre. Il est composé de six lignes comprenant 92,5 kilomètres de voies et 93 stations qui convergent vers le centre de Manchester et desservent les communes environnantes d'Altrincham, Ashton-under-Lyne, Bury, Chorlton-cum-Hardy, Didsbury, Eccles et Rochdale, ainsi que l'aéroport de Manchester. Dans le centre de Manchester et sur les tronçons les plus récents, les rames du Metrolink circulent sur la voirie en mode tramway tandis que d'autres branches sont des anciennes lignes de trains de banlieue reconverties.
Le réseau est détenu par Transport for Greater Manchester (TfGM), l'autorité organisatrice des transports du Grand Manchester, et entretenu et exploité dans un cadre contractuel par un groupement formé par Keolis et Amey, qui, le 15 juillet 2017, a succédé à l'ancien exploitant RATP Dev,.

## Histoire

### Premières lignes

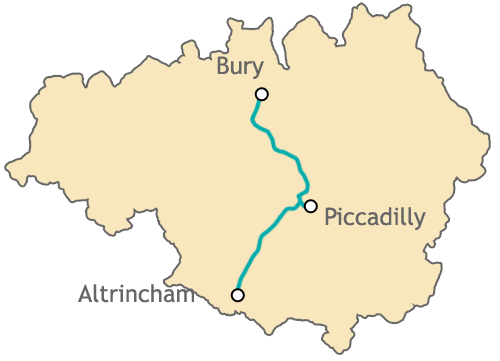
Metrolink après la phase 1 (1992)

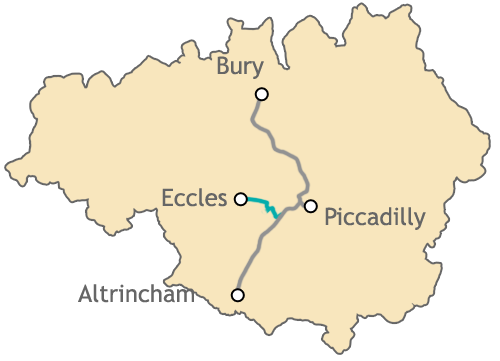
Metrolink après la phase 2 (1999)

Le métro léger de Manchester trouve ses origines dans le souhait de relier les deux gares principales de la ville, à savoir la gare de Manchester Piccadilly et la gare de Manchester Victoria. À la fin des années 1960 et au début des années 1970, un tunnel entre les deux gares avait été proposée mais le projet fut finalement abandonné à cause de son coût élevé.
L'idée d'un métro léger est alors présentée en 1984, prévoyant trois lignes radiales vers le centre de Manchester pour un coût de 42,5 millions de livres. Les plans ont été révisés en 1987 et un prototype du Docklands Light Railway (DLR) est présenté à la population sur une ligne de fret.
La construction du réseau débute alors en 1988 avec la fermeture de la ligne de chemin de fer entre Bury et Victoria station et entre Altrincham et Picadilly pour conversion et la création d'un axe ferré dans le centre-ville de Manchester. La ligne entre Bury et Victoria est ouverte dans sa nouvelle configuration en avril 1992, l'ensemble de cette première phase du réseau fut opérationnel en juillet.

### Extensions
Dans le cadre d'une deuxième phase, le réseau du Metrolink fut étendu vers Eccles en 1999 et 2000 puis une branche vers la MediaCityUK, un important projet de développement urbain sur des anciennes emprises du port de Manchester, est mise en service en 2010.
En 2000, TfGM prévoit la création de quatre nouvelles lignes le long des corridors de transport du Grand Manchester :
- la ligne d'Oldham et Rochdale (Oldham and Rochdale Line) ;
- la ligne de l'est de Manchester (East Manchester Line) vers Ashton-under-Lyne ;
- la ligne du sud de Manchester (South Manchester Line) vers Chorlton-cum-Hardy et East Didsbury ;
- la ligne de l'aéroport (Airport Line) jusqu'à Wythenshawe et l'aéroport de Manchester).

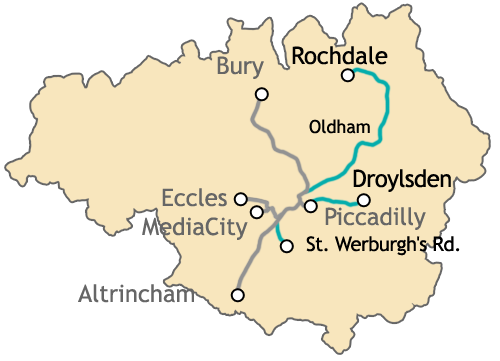
Metrolink après la phase 3a (2009-2013)

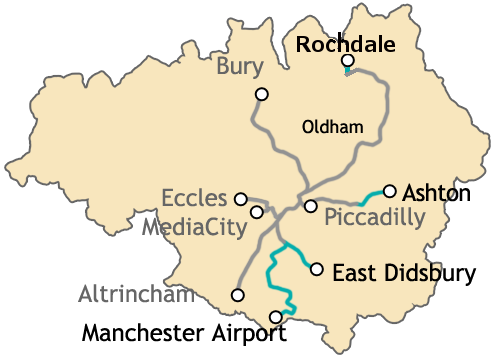
Metrolink après la phase 3b (2013-2014)

Pour des raisons budgétaires, la phase 3 est segmentée.
La phase 3a prévoyait :
- la reconversion d'une ligne de chemin de fer de Victoria à Rochdale par Oldham (Oldham Loop), dite ligne d'Oldham et Rochdale (Oldham and Rochdale Line) ;
- la construction d'une nouvelle ligne de Traffort Bar à St Werburgh's Road, à Chorlton-cum-Hardy, sur une section désaffectée d'une ligne du Cheshire Lines Committee, dite ligne du sud de Manchester (South Manchester Line) ;
- la construction d'une ligne nouvelle reliant Piccadilly à Droylsden, dite ligne de l'est de Manchester (East Manchester Line).

Le service sur la ligne du sud de Manchester était attendu pour le printemps 2011, mais n'a commencé que le 7 juillet 2011. Sur la ligne d'Oldham et Rochdale, le service entre Manchester et la station Central Park devait débuter au printemps 2011 avant d'être prolongé jusqu'à Oldham Mumps à l'automne ; la ligne est ouverte d'un seul tenant le 13 juin 2012. La ligne, qui connait un fort succès, est prolongée jusqu'à l'arrêt Shaw and Crompton le 16 décembre 2012. La ligne de l'est est ouverte le 11 février 2013. La phase 3a se termine le 28 février 2013 avec l'ouverture de la dernière section de la ligne d'Oldham et Rochdale jusqu'à la gare de Rochdale. Le réseau Metrolink est alors long de 69 km.
La phase 3b prévoyait :
- le prolongement de la ligne de l'est de Droylsden à Ashton-under-Lyne ;
- le prolongement de la ligne du sud de St Werburgh's Road à Didsbury ;
- la création d'une nouvelle ligne entre St Werburgh's Road et l'aéroport ;
- la desserte des centres-villes d'Oldham et Rochdale par des lignes empruntant les rues de ces deux villes.

La ligne entre Werburgh's Road et l'arrêt East Didsbury est la première section à être ouverte le 23 mai 2013. La ligne de l'est est complétée le 9 octobre 2013 entre Droylsden et Ashton-under-Lyne. La nouvelle section urbaine desservant Oldham est ouverte le 27 janvier 2014. La ligne d'Oldham et Rochdale est prolongée à travers les rues de cette dernière ville le 31 mars 2014. La phase 3b est terminée avec l'ouverture de la ligne de l'aéroport le 3 novembre 2014.
Le réseau a désormais une longueur de 97 kilomètres, au moins 99 stations et une fréquentation attendue de 190 000 passagers par jour ce qui en fera alors le plus grand réseau de tramway/métro léger au Royaume-Uni.
Le projet deuxième 2CC pour Second City Crossing prévoit la reconstruction de l'arrêt St Peter's Square et une nouvelle ligne à travers le centre de Manchester par Princess Street, Cross Street et Corporation Street jusqu'à la gare de Victoria où il doit rejoindre le réseau existant. Les travaux ont commencé au début de l'année 2014. Une partie de la ligne est ouverte entre Victoria et Exchange Square en décembre 2015. Le reste de la ligne doit ouvrir en 2016-2017.

## Lignes
| Altrincham – Bury | Altrincham – Piccadilly | Bury – Droylsden |
| --- | --- | --- |
| - Bury Interchange - Radcliffe - Whitefield - Besses o'th' Barn - Prestwich - Heaton Park - Bowker Vale - Crumpsall - Abraham Moss - Woodlands Road - Manchester Victoria - Shudehill Interchange - Market Street - St Peter's Square - Deansgate-Castlefield - Cornbrook - Trafford Bar - Old Trafford - Stretford - Dane Road - Sale - Brooklands - Timperley - Navigation Road - Altrincham | - Manchester Piccadilly - Piccadilly Gardens - St Peter's Square - Deansgate-Castlefield - Cornbrook - Trafford Bar - Old Trafford - Stretford - Dane Road - Sale - Brooklands - Timperley - Navigation Road - Altrincham                               | - Droylsden - Cemetery Road - Edge Lane - Clayton Hall - Velopark - Etihad Campus - Holt Town - New Islington - Manchester Piccadilly - Piccadilly Gardens - Market Street - Shudehill Interchange - Manchester Victoria - Woodlands Road - Abraham Moss - Crumpsall - Bowker Vale - Heaton Park - Prestwich - Besses o'th' Barn - Whitefield - Radcliffe - Bury Interchange |
| East Didsbury – Rochdale Railway Station | Eccles – Piccadilly | MediaCityUK – Cornbrook |
| - Rochdale Railway Station - Newbold - Kingsway Business Park - Milnrow - Newhey - Shaw and Crompton - Derker - Oldham Mumps - Freehold - South Chadderton - Hollinwood - Failsworth - Newton Heath and Moston - Central Park - Monsall - Manchester Victoria - Shudehill Interchange - Market Street - St Peter's Square - Deansgate-Castlefield - Cornbrook - Trafford Bar - Firswood - Chorlton - St Werburgh's Road - Withington - Burton Road - West Didsbury - Didsbury Village - East Didsbury | - Manchester Piccadilly - Piccadilly Gardens - St Peter's Square - Deansgate-Castlefield - Cornbrook - Pomona - Exchange Quay - Salford Quays - Anchorage - Harbour City - MediaCityUK - Broadway - Langworthy - Weaste - Ladywell - Eccles Interchange | - Cornbrook - Pomona - Exchange Quay - Salford Quays - Anchorage - Harbour City - MediaCityUK |

## Opérateur
Le Metrolink est exploité dans le cadre d'un partenariat public-privé entre Transport for Greater Manchester (TfGM), l'autorité organisatrice des transports du Grand Manchester et propriétaire du réseau, et des groupes privés. Entre 1992 et 2007, le réseau Metrolink était entretenu et exploité par l'entreprise Serco. Entre 2007 et 2011, c'est le groupe Stagecoach qui était responsable pour la maintenance et l'exploitation du réseau dans le cadre d'un contrat d'une durée de 10 ans et qui aurait dû se terminer en juillet 2017. Cependant, six ans avant la fin de ce contrat, TfGM, Stagecoach et la RATP annoncent, que RATP Dev UK, une filiale de l'opérateur parisien, aurait acquis la société responsable de la maintenance et de l'exploitation du réseau Metrolink à compter du 1er août 2011. Le montant de l'opération n'est pas communiqué. Le Sheffield Supertram, le second réseau de tramway au Royaume-Uni exploité par Stagecoach, n'est pas concerné par cette transaction. RATP Dev a donc géré le réseau de août 2011 à juillet 2017, une période marquée notamment par de nombreuses extensions.
Depuis le 15 juillet 2017, et ce pour une durée de sept ans, un groupement formé par Keolis (60 %) et Amey (40 %) est chargé de l'exploitation et de la maintenance,. Ce groupement est sorti vainqueur de l'appel d'offres lancé par TfGM à l'été 2015. Les autres préqualifiés étaient National Express, RATP Dev et Transdev.

## Matériel roulant

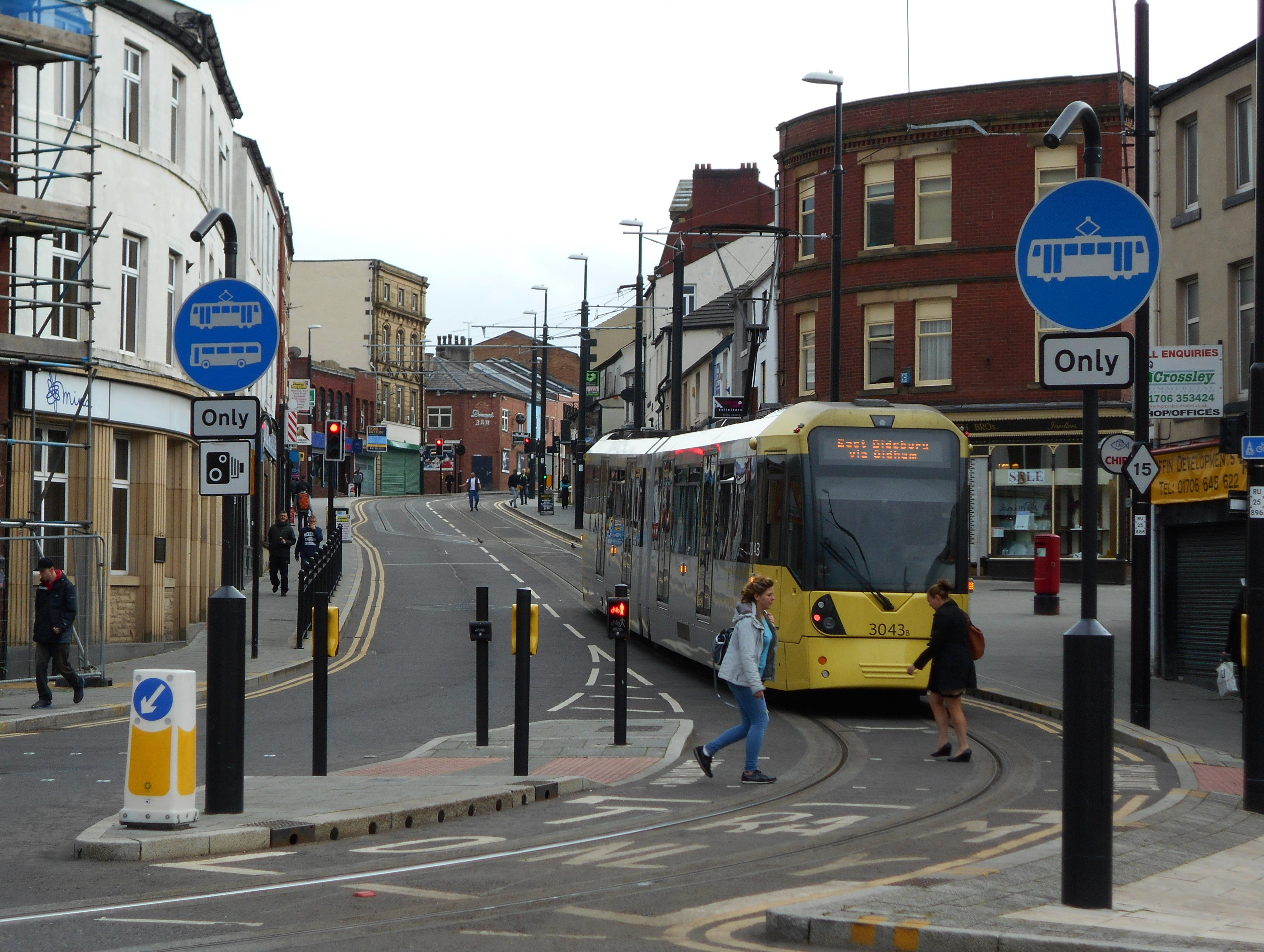
Rame de type Class M5000 dans le centre-ville de Rochdale en mars 2014

Les rames du Metrolink sont des trains à plancher haut, l'accès pour les passagers étant assuré par des quais d'une hauteur de 915 mm, y compris sur les tronçons sur lesquels le Metrolink circule en mode tramway. Le choix de véhicules à plancher haut résulte du fait que les premières branches du réseau reprenaient des anciennes lignes de trains de banlieue.
Le parc comprend 26 rames du type « T-68 » et six rames du type « T-68a » (commandées à l'occasion de la mise en service de la branche vers Eccles), construites par l'entreprise italienne AnsaldoBreda. Dans le cadre des projets d'extensions du réseau, le parc est complété par des nouvelles rames du type Flexity Swift (dénommées « M5000 ») construites par l'entreprise canadienne Bombardier et similaires à celles du Croydon Tramlink londonien ou aux rames du type « K5000 » du Stadtbahn de Cologne et Bonn. La commande initiale de 8 rames a rapidement été suivie par des commandes supplémentaires en vue de la mise en service de la branche vers Chorlton et a été élargie à une option sur un total de 62 rames en vue des autres projets de développement en cours. En juillet 2011, 38 rames de ce type ont été livrées. Chaque véhicule a une longueur de 28,4 m et dispose de 52 places assises.
En 2012, la décision fut prise par la Greater Manchester Combined Authority de remplacer les anciennes rames T-68 et T-68A par les nouveaux M5000 afin d'avoir une flotte homogène d'ici la fin 2014. 120 rames de type M5000 sont prévues pour servir l'ensemble du réseau, 79 étant en service en janvier 2014. Le dernier T-68 a quitté le service en février 2014.
| Dénomination     | Image | Vitesse maximale (km/h) | Nombres de rames | Constructeur        | Année(s) de construction | Commentaire                           |
| ---------------- | ----- | ----------------------- | ---------------- | ------------------- | ------------------------ | ------------------------------------- |
| Class T-68 (en)  |       | 80                      | 26               | AnsaldoBreda Firema | 1991–1992                | Retirés du service entre 2013 et 2014 |
| Class T-68a (en) |       | 80                      | 6                | AnsaldoBreda Firema | 1999                     | Retirés du service fin 2014           |
| Class M5000      |       | 80                      | 79               | Bombardier          | 2008–2011                | 120 rames prévues d'ici 2017          |